# ブリティッシュコロンビア州

ブリティッシュコロンビア州
英: British Columbia
仏: Colombie-Britannique

| ブリティッシュコロンビア州の旗 | ブリティッシュコロンビア州の州章 |
| ------------------------------ | -------------------------------- |
| （州旗）                       | （州章）                         |

モットー: ラテン語: Splendor Sine Occasu
英語: Splendour without diminishment）

| 基本データ                                 | |
| 州花                                       | タイヘイヨウハナミズキ |
| 州木                                       | ウエスタンレッドシダー |
| 州鳥                                       | ステラーカケス |
| 州都                                       | ヴィクトリア |
| 最大の都市                                 | バンクーバー |
| 州の公用語                                 | 英語 |
| 面積 - 総計 - 陸地 - 水域（割合） 最高標高 | （国内第5位） 944,735 km² 925,186 km² 19,549 km² (2.1%) 4,663 m |
| 人口（2021年） - 総計 - 人口密度           | （国内第3位） 500万879[1] 人 5.3 人/km² |
| GDP（2015年） - 州合計 - 1人当たり         | （国内第4位） 2499億81万[2]カナダドル 5万3267カナダドル |
| 連邦政府加入 - 順番 - 加入年月日           | 7番目 1871年7月20日 |
| 時間帯                                     | 【大部分のエリア】 太平洋標準時（PST、UTC-8） 太平洋夏時間（PDT、UTC-7） 【AB州との州境の一部分】 山岳部標準時（MST、UTC-7） 山岳部夏時間（MDT、UTC-6） 夏時間を採用していない地区もある。 |
| 郵便コード 郵便番号 ISO 3166-2:CA          | BC V CA-BC |
| 公式サイト                                 | www2.gov.bc.ca/gov/content/home |
| 行政                                       | |
| 副総督                                     | ウェンディ・リソガー＝コッキア Wendy Lisogar-Cocchia |
| 州首相                                     | デイヴィッド・イービー （David Eby：新民主党） |
| カナダ議会 -下院議席数 -上院議席数         | 42 6 |

ブリティッシュコロンビア州（ブリティッシュコロンビアしゅう、英語: British Columbia [ˌbrɪtɪʃ kəˈlʌmbiə] ( 音声ファイル)、フランス語: Colombie-Britannique）は、カナダの州のひとつ。太平洋に面したカナダ最西部に位置する。略してBCとも呼ばれる。
州名は1858年にイギリスのヴィクトリア女王によって命名されたもので、現在のカナダとアメリカ合衆国を流れるコロンビア川に由来する。アメリカ合衆国領と区別して British Columbia（英領コロンビア）とされた。
北アメリカ大陸から海峡を隔てて西にあるバンクーバー島に州都ヴィクトリアがあるが、最大の都市は大陸本土のバンクーバーである。
内陸部は豊かな自然が多く残っていることから観光産業が盛んであり、ウィスラーなどのリゾート地が知られている。また、南部の地域には氷河もあり観光名所となっている。
| 母語話者（ブリティッシュコロンビア州） 2016年 | 母語話者（ブリティッシュコロンビア州） 2016年 | 母語話者（ブリティッシュコロンビア州） 2016年 | 母語話者（ブリティッシュコロンビア州） 2016年 | 母語話者（ブリティッシュコロンビア州） 2016年 |
| --------------------------------------------- | --------------------------------------------- | --------------------------------------------- | --------------------------------------------- | --------------------------------------------- |
|                                               |                                               |                                               |                                               |                                               |
| 英語                                          | 英語                                          |                                               | 70.5%                                         | 70.5%                                         |
| パンジャーブ語                                | パンジャーブ語                                |                                               | 4.4%                                          | 4.4%                                          |
| 広東語                                        | 広東語                                        |                                               | 4.3%                                          | 4.3%                                          |
| 中国語                                        | 中国語                                        |                                               | 4.1%                                          | 4.1%                                          |
| タガログ語                                    | タガログ語                                    |                                               | 1.8%                                          | 1.8%                                          |

| 人種構成（ブリティッシュコロンビア州） 2011年 | 人種構成（ブリティッシュコロンビア州） 2011年 | 人種構成（ブリティッシュコロンビア州） 2011年 | 人種構成（ブリティッシュコロンビア州） 2011年 | 人種構成（ブリティッシュコロンビア州） 2011年 |
| --------------------------------------------- | --------------------------------------------- | --------------------------------------------- | --------------------------------------------- | --------------------------------------------- |
|                                               |                                               |                                               |                                               |                                               |
| 白人                                          | 白人                                          |                                               | 63.8%                                         | 63.8%                                         |
| 中国系                                        | 中国系                                        |                                               | 11.2%                                         | 11.2%                                         |
| 南アジア系                                    | 南アジア系                                    |                                               | 8%                                            | 8%                                            |
| 先住民                                        | 先住民                                        |                                               | 5.9%                                          | 5.9%                                          |
| フィリピン系                                  | フィリピン系                                  |                                               | 3.2%                                          | 3.2%                                          |
| 黒人                                          | 黒人                                          |                                               | 1%                                            | 1%                                            |
| その他の有色人種                              | その他の有色人種                              |                                               | 7.2%                                          | 7.2%                                          |

## 歴史

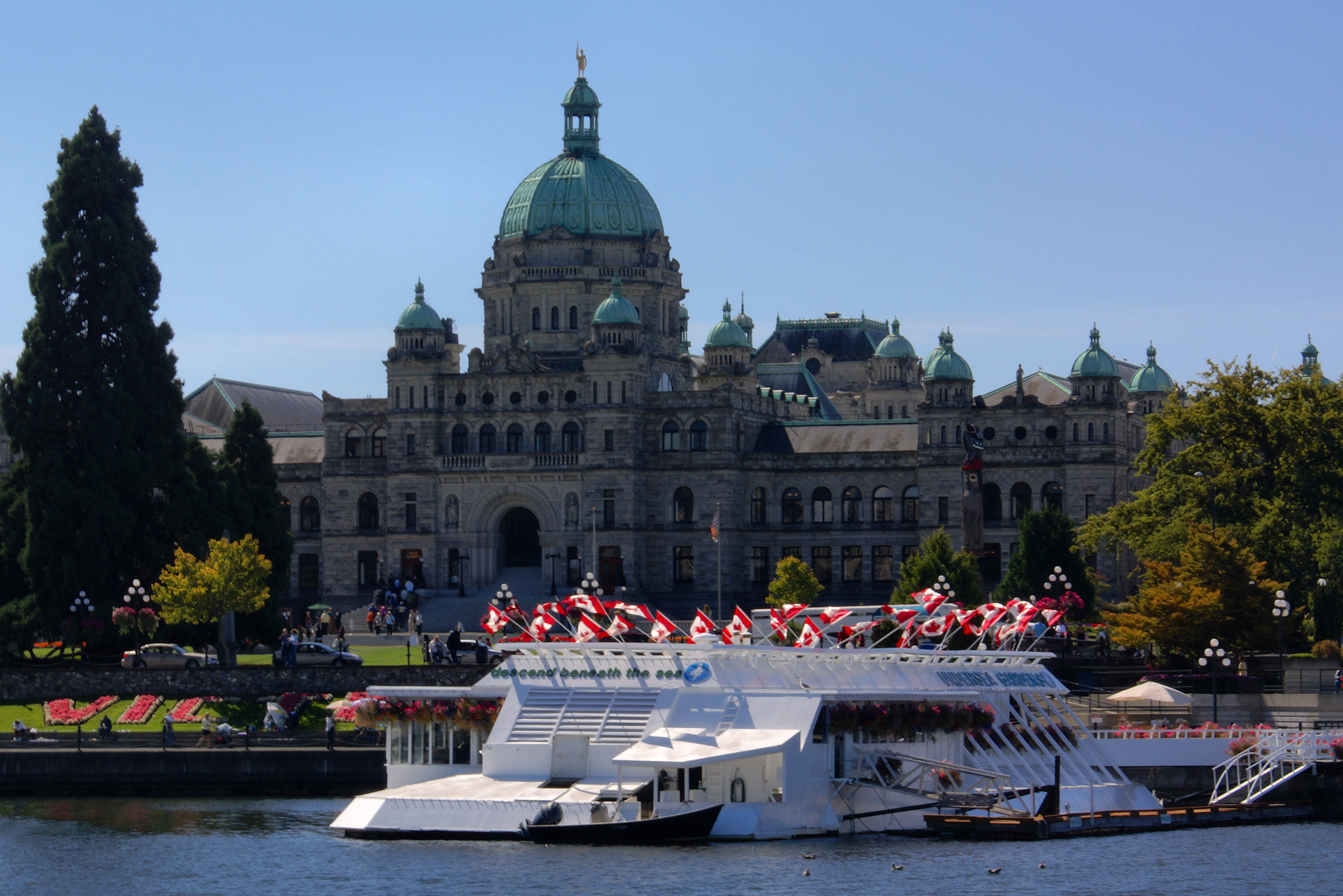
ビクトリアの州議会

### 連邦に加盟するまで
ブリティッシュ・コロンビアには、多数のインディアン部族が先住し、現在もキャリア族などのディネ族、チルコーティン族、ハイダ族、リルエット族 (St'at'imc) 、スクワミッシュ族 (Sḵwx̱wú7mesh) 、タギシュ族、トリンギット族など、30以上の言語を話す多くのインディアン民族が居住している。食料や木材、鉱物など天然資源が豊富であったため、ブリティッシュ・コロンビアの太平洋岸では社会が発達し、特にハイダ芸術のような芸術や政治の分野が発展した。トーテム・ポールやポトラッチはもっともよく知られた文化である。彼らの文化であるポトラッチや捕鯨は、20世紀に入ってからカナダ政府によって禁止弾圧された。現在も捕鯨文化の再開を要求している部族は多い。
18世紀の中頃からヨーロッパからの探検家が主にラッコ毛皮貿易のために訪れるようになった。1778年、ジェームズ・クック船長が欧州から北極海経由でアジアへ向かう北西航路を発見しようとこの地域へ到達し、ヌートカ・サウンドに到着。その後イギリス人の入植へと続くが、1513年以来スペインの太平洋岸支配宣言が続いており、イギリスとスペインがヌートカ・サウンドを巡り交戦。その後1794年にヌートカ条約が結ばれ、オレゴンから現在のブリティッシュ・コロンビア入植地の太平洋岸はイギリスに属することとなる。
その後は欧州との交易や開拓が進んだ。北西会社の3人のイギリス人、欧州人として初めて北米大陸を横断し太平洋に達したアレグザンダー・マッケンジー、この地域にいくつかの砦を建設したサイモン・フレーザー、デイヴィッド・トンプソンなどの探検家達が太平洋に注ぎ込むコロンビア川の河口を探索した。「ハドソン湾会社」がその後この地域を管理下におき、ビクトリア砦（Fort Victoria、現在のビクトリア）もその会社の業務を保護するために1843年に建設された。この当時、アメリカの「マニフェスト・デスティニー」（アメリカの領土拡張主義）が最も実際の脅威として考えられた。1846年にオレゴン条約が調印され、ロッキー山脈以西の北米英領とアメリカ領の国境を北緯49度と定めた。

### 自治領への加盟
バンクーバー島は1849年、本土側は1858年にそれぞれイギリスの植民地となる。両者は1866年、ブリティッシュ・コロンビア植民地として統合される。1871年、「カナダ自治領」（Dominion of Canada）に加入しブリティッシュコロンビア州となる。1858年にフレーザー川下流岸に金鉱が発見され、ゴールドラッシュが始まった。ビクトリアも金を求める人であふれ、道路網の整備などが進んだ。その後の行政の失敗で発生した大きな負債を自治領政府が負担する形で、バンクーバー島植民地と本土側が統合し、自治領に加入することとなった。その際、自治領政府はモントリオールからの大陸横断鉄道を敷設することを公約とした。

### その後の歴史的出来事
カナダ太平洋鉄道（CPR）の大陸横断鉄道が完成し、バンクーバー港と直結してからは、バンクーバーは太平洋岸での主要な都市となり、カナダの豊かな天然資源や工業製品の輸出基地となって現在まで発展した。
19世紀末から20世紀初頭にかけての白人入植者の増加に伴い、彼らによってインフルエンザや天然痘がインディアンの集落に持ち込まれ、これら伝染病は「集落単位で消滅する」規模で猛威をふるい、免疫を持たないインディアン社会に大打撃を与えた。彼らの死体は一つの穴に大雑把に放り込まれて埋められ、墓標すら立てられなかった。近年になり、部族の有志によって遺骨の家族への返還作業が少しずつ進められている。
20世紀に入ってから、多くの移民が世界各国からやってきた。この時点ではまだ人種差別も激しく、様々な人種差別事件が起こった。イギリス領として開拓してきた頃の無謀で不誠実、時には暴力による、インディアンとの交渉の過程に鑑みて、インディアンとの差別問題では現在でも論争が続いている。ブリティッシュコロンビア州はその後も地勢学的な関係からもアジアとの結びつきが強く、日本を含むアジアからの移民を多く受け入れていることもあり、アジア経済に後押しされての経済発展が続いている。日本をはじめとする国からの観光客も多く、観光産業が発展している。
1910年3月4日 ロジャーズパスで雪崩が発生し、その復旧作業中の移民労働者を再度雪崩が襲い、32人の日系移民が死亡し、バンクーバーに埋葬された。

## 地理
カナダ西部に位置し、太平洋とロッキー山脈に挟まれている。東はアルバータ州、北はユーコン準州、ノースウエスト準州と接し、南は国境を隔ててアメリカのワシントン州・アイダホ州・モンタナ州と接する。また、州の北西部はアメリカのアラスカ州と接する。北部の2/3とロッキー山脈にはほとんど人が住んでいない。州の北西部にはタールタン高地が広がる。

### 気候
州の南西部のバンクーバーや沿岸地帯は暖流の影響で温帯に分類され降雨量が大きく、その他の地域は亜寒帯に分類される冷涼な気候である。しかし、南部山間地のオカナガン地方は半乾燥〜砂漠気候で所により夏の気温が40℃を超え、ワインの産地である。オソイヨーズでは7月の平均最高気温がカナダ国内最高の31.5度に達し、リットンでは2021年6月30日にカナダ国内最高気温の49.6度を観測している。内陸部は夏の暑さは厳しいものの湿度は低くて乾燥しているために過ごしやすい。州の森林面積は6000万ヘクタール（総面積の3分の2に相当）。多様性に富んだ自然を持ち、生態系が非常に豊かである。
西部の太平洋海岸部は、夏は中緯度高気圧、冬は亜寒帯低気圧が北太平洋海上に発達することで、夏・冬ともアラスカ暖流上を通過した湿潤な西風が吹きつけるため、高緯度にもかかわらず年間を通じて降水量が非常に多い。

### エリア別
BC州は以下、大きく6つのエリアに分かれている。
- バンクーバー、コースト&マウンテン
- バンクーバーアイランド、ビクトリア&ガルフ諸島
- トンプソン・オカナガン
- クートニー・ロッキーズ
- カリブー・チルコーティン・コースト
- ノーザン・ブリティッシュ・コロンビア

参照：ブリティッシュコロンビア州の地方行政区

### 主な都市
- バンクーバー
- ビクトリア（州都）
- ケロウナ
- アボッツフォード
- ナナイモ
- カムループス
- チリワック
- プリンス・ジョージ
- ウィスラー（リゾート）
- リッチモンド_(ブリティッシュコロンビア州)

## 政治

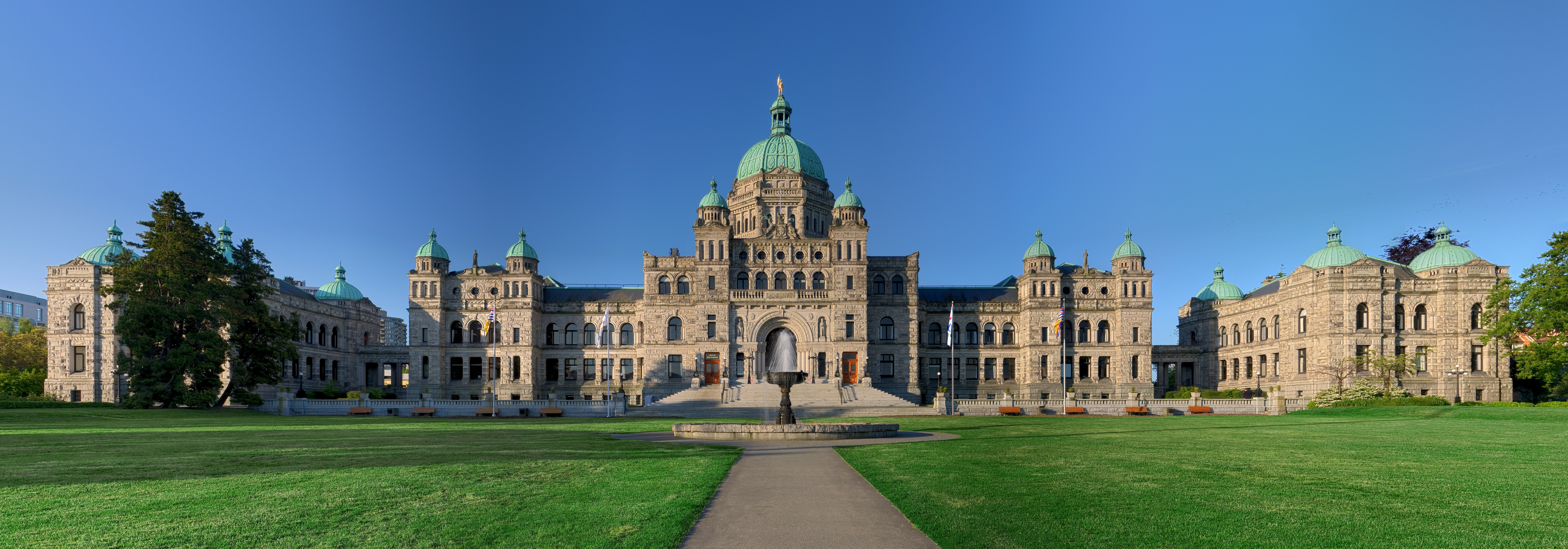
州都ビクトリアの州議事堂

議会は一院制で87議席である。

## スポーツ
- アイスホッケー：バンクーバー・カナックス （NHL）
- サッカー：バンクーバー・ホワイトキャップス （MLS）
- カナディアンフットボール：BCライオンズ （CFL）

## 交通

### 主な空港
- バンクーバー国際空港（YVR）
- バンクーバー・ハーバー水上空港（CXH）
- ビクトリア国際空港（YYJ）
- ケロウナ国際空港（YLW）
- アボッツフォード国際空港  (YXX)
- ナナイモ空港（YCD）

### 鉄道
- カナダ太平洋鉄道（CPR）
- カナディアン・ナショナル鉄道（CNR）
- VIA鉄道（VIA Rail）
- イー・アンド・エヌ鉄道（英語版）
- BNSF鉄道
- アムトラック
- ロッキーマウンテニア鉄道

### 高速道路
- ブリティッシュコロンビア・ハイウェイ網：トランスカナダハイウェイに加え、ブリティッシュコロンビア州の高速道路が整備され、ハイウェイ網を形成している。